# Templo ciudad de Dios
El Templo ciudad de Dios (en chino: 上海城隍廟, pinyin:Shànghǎichén ghuángmiào, lit: templo para el dios de la ciudad de Shanghái) constituye el núcleo de la antigua ciudad de Shanghái, República Popular China. El templo ciudad de Dios se refiere al complejo del templo y a los tradicionales barrios del comercio que rodean al templo. Hay más de un centenar de tiendas y comercios en esta área y la mayoría de estas tiene casi de un siglo de antigüedad. El templo se conecta con el Jardín Yuyuan, otro lugar destacado de la ciudad. Está situado en el distrito de Huangpu. Se construyó en los años del Emperador Yongle de la dinastía Ming. Con una historia de 600 años, el Templo ciudad de Dios es uno de los más importantes lugares escénicos en Shanghái. En la actualidad, el templo tiene una superficie de más de 1000 kilómetros cuadrados. Este templo representa un lugar de visita que atrae turistas de todo del mundo y beneficiando a la economía de muchas familias.
El Gobierno Municipal de Shanghái ha iniciado un plan de cambiar el Templo en un gran centro comercial moderno para los turistas, llamado Centro Comercial YuYuan desde 1991. La mayoría de los edificios en este centro fueron construidos antes de 1911 y hasta ahora mantienen su originalidad de estilo antiguo.
Por lo general, las carreteras son un poco estrechas y las tiendas en el centro de comercio están en hileras e hileras, las cuales venden una gran variedad de productos.
Una restauración completa del templo de la ciudad de Dios se llevó a cabo entre 2005 y 2006. En octubre de 2006 el lugar de culto fue reabierto y consagrado de nuevo por parte de clérigos taoísta.
El templo es conocido coloquialmente en Shanghái como el "Templo vieja ciudad de Dios", en referencia a uno después construido como "templo nueva ciudad de Dios", el cual ya no existe.

## Templo nueva ciudad de Dios
Durante la segunda guerra sino-japonesa, la antigua ciudad fue ocupada por los japoneses, mientras tando dejaron la Concesión extranjera solitaria. Como resultado los devotos de las concesiones fueron sacados del templo. Como resultado ellos construyeron un nuevo templo conocido como "Templo nueva ciudad de Dios". Tras el final de la Segunda Guerra Mundial, el templo perdió muchos fieles, con el tiempo el nuevo templo fue demolido en 1972.